# جرذ طويل الأوبار
جرذ طويل الأوبار (الاسم العلمي: Rattus villosissimus) (بالإنجليزية: Australian Long-haired Rat)‏ هو نوع من الحيوانات يتبع جنس الجرذ من الفصيلة الفأرية.